# Antifa

Logo mit roter und schwarzer Fahne

Antifa (Kopfwort von Antifaschistische Aktion) wird von den Wissenschaftlichen Diensten des Deutschen Bundestages als ein „Oberbegriff für verschiedene, im Regelfall eher locker strukturierte, ephemere autonome Strömungen der linken bis linksextremen Szene“ definiert. Dabei handelt es sich um Ideen und Verhaltensweisen einer sozialen Bewegung ohne Organisationsstruktur, Anführer und Hauptquartier. Auf lokaler Ebene kann es jedoch Gruppierungen mit festeren Organisationsstrukturen geben.
Seit etwa 1980 werden Gruppen und Organisationen als Antifa bezeichnet, die nach eigenem Selbstverständnis Neonazismus, Antisemitismus, Rassismus, völkischen Nationalismus und rechtsgerichteten Geschichtsrevisionismus aktiv bekämpfen. Sie stellen sich damit in die Tradition des historischen Antifaschismus seit den 1920er Jahren. „Bei den von der Antifa durchgeführten Aktivitäten handelt es sich unter anderem um Recherchen, Aufklärung sowie Dokumentation und Verbreitung von Informationen über rechtsextreme und rechtskonservative Strömungen.“
Linksextremistische antifaschistische Gruppen verstehen bzw. verstanden Faschismus im Anschluss an die neomarxistische Kritische Theorie als besondere Form des Kapitalismus und Antifaschismus daher als Teil eines revolutionären Kampfes zur Überwindung jeder Klassengesellschaft. Gleichwohl können sie situativ Bündnisse mit anderen zivilgesellschaftlichen Gruppen anstreben.
Das Bild der Antifa in der Öffentlichkeit ist gekennzeichnet durch ihre Militanz. Um sich von „bürgerlichen“ oder „staatskonformen“ Antifaschisten abzugrenzen, bezeichnen sich manche Antifagruppen als „autonome“, „militante“ oder „unabhängige Antifaschisten“. Die Anwendung und Form von Gewalt wird breit und detailliert diskutiert.
Das Logo vieler Antifagruppen stammt vom Signet der „Antifaschistischen Aktion“ von 1932, dessen zwei rote Flaggen für Sozialismus und Kommunismus standen. Die heute geläufige Variante enthält eine größere rote Fahne für Sozialismus, eine kleinere schwarze für Anarchismus. Sie wurde in den 1970er Jahren von der Göttinger Gruppe „Kunst und Kampf“ um Bernd Langer entworfen. In den 1980er Jahren wurde diese Variante zum Standard; seit 1989 zeigen die Fahnenstangen immer nach rechts.
Gruppen, die sich als „Antifa“ oder „Antifaschistische Aktion“ bezeichnen (oft unter dem Akronym AFA) und dieses Logo oder ähnliche verwenden, gibt es in fast allen Staaten Europas und Nordamerikas. Ihre Organisationsformen und politische Ausrichtung unterscheiden sich jedoch teils erheblich.

## Historischer Hintergrund

Plakat der Antifaschistischen Aktion von 1932

Mit dem Sammelbegriff „Faschismus“ wurden seit 1922 der Faschismus in Italien, der Nationalsozialismus in Deutschland, der Franquismus in Spanien und weitere nationalistisch-autoritäre Regimes und Bewegungen Europas als vergleichbare und verwandte Phänomene eingeordnet. Faschismustheorien versuchten sie unterschiedlich zu erklären und die Perspektiven eines gemeinsamen Kampfes dagegen zu begründen. Als „Antifaschismus“ bezeichnete man die aktive Bekämpfung derartiger Kräfte und Ideologien mit dem Ziel, sie dauerhaft zu überwinden. In vielen Staaten wurde diese Bekämpfung zu einem zentralen Tätigkeitsfeld der verschiedenen linken Gruppen und Parteien.
In der Weimarer Republik forderten viele Linke seit 1923 gemeinsame antifaschistische Aktionen gegen die Verbände der völkischen Bewegung und die aufsteigende NSDAP. Nur wenige sahen deren vernichtende Folgen für die Demokratie und die Arbeiterbewegung frühzeitig und zutreffend voraus. Die Sozialdemokratische Partei Deutschlands (SPD) und die Kommunistische Partei Deutschlands (KPD) gründeten je eigene antifaschistische Kampfbünde, standen einander aber zugleich programmatisch und in allen wesentlichen Fragen der praktischen Politik feindlich und unversöhnlich gegenüber. Ihre Parteiführungen setzten einander wechselseitig mit dem Faschismus gleich. Am 25. Mai 1932 kam es im Preußischen Landtag während einer Rede des kommunistischen Abgeordneten Wilhelm Pieck zu einem Angriff der Nationalsozialisten auf die Kommunisten mit sich anschließender Saalschlacht, bei der mehrere kommunistische wie sozialdemokratische Abgeordnete teils schwer verletzt wurden und die den Abbruch der Sitzung zur Folge hatte. Die Saalschlacht war Auslöser für die Gründung der Antifaschistischen Aktion durch die KPD. Bereits einen Tag zuvor forderte Ernst Thälmann auf einer Sitzung des ZK der KPD eine „große antifaschistische Aktion in Deutschland“. Diese im Juni 1932 von der KPD ausgerufene antifaschistische Einheitsfront wurde von der SPD abgelehnt und blieb in der Reichstagswahl Juli 1932 weitgehend folgenlos. Nur auf lokaler und regionaler Ebene kam es zu gemeinsamen antifaschistischen Aktionen, vor allem bei unabhängigen oder von SPD und KPD ausgeschlossenen Kommunisten, Sozialdemokraten und Anarchisten.
Als Antifa wurden auch die Antifaschistischen Lagerkomitees in den sowjetischen Kriegsgefangenenlagern bezeichnet, die von der sowjetischen Führung in Koordination mit dem NKFD zur Schulung der Gefangenen und deren Einsatz für Propagandazwecke organisiert wurden. Der Inhalt dieser Propaganda bestand in der Einwirkung mittels Lautsprecheransagen und den Abwurf von Flugblättern auf die Stellungen der Wehrmacht mit dem Ziel, Mannschaften und Offiziere zum Überlaufen aufzufordern.
Nach dem Zweiten Weltkrieg bildeten überlebende Antifaschisten aller politischen Richtungen in den vier Besatzungszonen Hunderte von Antifaschistischen Aktionsausschüssen, die die notwendige Entnazifizierung aller deutschen Gesellschaftsbereiche durchführen und die Spaltung der Linksparteien überwinden wollten. Sie wurden jedoch nach wenigen Monaten von den Alliierten verboten, aufgelöst oder offiziellen Verwaltungsorganen unterstellt. Das Grundgesetz für die Bundesrepublik Deutschland übernahm zwar das alliierte Verbot aller nazistischen Organisationen, die Bundestagsparteien gaben den antifaschistischen Nachkriegskonsens einer gründlichen gesellschaftlichen Umgestaltung aber weitgehend auf und ersetzten ihn durch einen parteiübergreifenden Antikommunismus. Die Deutsche Demokratische Republik (DDR) wiederum definierte sich als antifaschistischer Staat, tabuisierte aber weitgehend das Versagen der KPD vor 1933 und die gesellschaftliche Zustimmung der Bevölkerung zum Nationalsozialismus.
Die westdeutsche Außerparlamentarische Opposition (APO) hatte in den 1960er Jahren vielfältige Kontinuitäten zur NS-Zeit aufgedeckt, über die NS-Vergangenheit von Institutionen und Einzelpersonen aufgeklärt und antiautoritäre Aktionsformen gegen Vorgänge und Tendenzen entwickelt, die sie als faschistisch betrachtete. Nach dem Attentat auf Rudi Dutschke (11. April 1968) war der SDS in verschiedene K-Gruppen zerfallen. Für diese war Antifaschismus nur Nebenschauplatz ihrer orthodox-marxistischen Klassenkampf-Konzepte. Auch die etwas späteren linksterroristischen Gruppen Revolutionäre Zellen, Bewegung 2. Juni und Rote Armee Fraktion führten keine Aktionen gegen Neonazismus durch und schieden als Vorbild für die Antifa-Bewegung aus. Diese begann mit spontanen Aktionen der undogmatischen Neuen Linken gegen die NPD, um deren drohenden Einzug in den Bundestag bei der Bundestagswahl 1969 zu verhindern. Diese neue Antifa-Bewegung steht in keiner organisatorischen Kontinuität zu KPD, SPD oder anderen Parteien, sondern knüpft an den parteiunabhängigen Antifaschismus seit 1923 und die APO der 1960er Jahre an.

## Deutschland

### 1970er Jahre
Der in Norddeutschland verankerte Kommunistische Bund (KB) entwickelte seit 1971 ein neues Aktionskonzept, das zum Ausgangspunkt der Antifa-Bewegung wurde:
- Er bildete regionale und lokale Initiativen gegen Neonazi-Aufmärsche, die für Antifaschisten aller Art offen waren, aber keine Bündnisse mit anderen Organisationen anstrebten.
- Er setzte auf militante Aktionsformen, die nicht nur parallele Proteste, sondern auch direkte Konfrontation mit Neonazis und den sie schützenden Polizeiaufgeboten einschlossen.
- Er sammelte und veröffentlichte Informationen über Strukturen rechtsradikaler Gruppen, ihre Unterstützer und Zusammenhänge, auch mit staatlichen Behörden.

Mit diesem Konzept knüpfte der KB an Versuche in der Weimarer Republik an, eine „Arbeiterjugend von unten“ gegen die SA aufzubauen. 1973 veröffentlichte er Faschismusanalysen der 1920er und 1930er Jahre, um das aktuelle Engagement gegen Neonazis auch theoretisch zu begründen.
Wie alle aus der APO entstandenen K-Gruppen vertrat der KB einen Antiimperialismus und wollte langfristig den weltweiten Kapitalismus stürzen. Dabei vertrat er jedoch eine pragmatische „revolutionäre Realpolitik“, die die eigenen begrenzten Einflussmöglichkeiten berücksichtigte und dem Eingreifen in tagespolitische Konflikte Vorrang vor dogmatischer Linientreue gab. Die aktuelle Faschismusgefahr sah der KB darin, dass die kapitalistischen Metropolen auf mehrere gleichzeitige antiimperialistische Aufstände im „Trikont“ mit einer „präventiven Konterrevolution“ reagieren könnten. Zudem vertrat der KB eine „Faschisierungsthese“: Die Bundesrepublik sei seit der Ermordung Benno Ohnesorgs bei der Demonstration am 2. Juni 1967 in West-Berlin von einem „postfaschistischen“ zu einem „präfaschistischen“ Staat geworden. Besonders der Abbau demokratischer Grundrechte im Zuge der staatlichen Antiterror-Maßnahmen gegen die RAF sei indirekt gegen künftige soziale Proteste gerichtet. Antifaschismus müsse sich daher nicht nur gegen Neonazis, sondern auch gegen die für faschistische Ideen und Mittel anfälligen Teile der Mittelschicht, gegen Fremdenfeindlichkeit und Nationalismus in der Gesellschaftsmitte richten. 1985 versuchte der KB, seine Faschisierungsthese mit einer nichtlinearen Regulationstheorie an neuere Entwicklungen anzupassen: Die Bundesrepublik sei ein für die aktuelle Lage des Kapitalismus typischer „präventiver Sicherheitsstaat“. Beide Thesen wurden in der Antifa-Bewegung kritisiert: die erste als unzutreffende Prognose, die zweite, weil sie die besonderen bundesdeutschen Kontinuitäten zum Nationalsozialismus einebne. Ferner argumentierte der KB: Der Staat dulde die Neonazi-Aktivitäten, um ein „faschistisches Standbein“ zu etablieren. Dieses speise sich aus einer „Braunzone“, die aus alten Nazis, Neonazis und christlich-konservativen Kreisen bestehe. Diese Sicht fand damals noch wenig Zustimmung.
1974 gründete der KB eine zentrale Antifa-Kommission für den bundesweiten Kampf gegen organisierte Neonazis und deren Veranstaltungen. Sie betrieb systematische Recherchen zum Aufdecken von Nazistrukturen und wurde damit stilbildend für die gesamte spätere Antifa-Arbeit, besonders die der Autonomen. 1977 zum Beispiel publizierte der KB gesammelte Informationen zur Aktionsfront Nationaler Sozialisten/Nationale Aktivisten (ANS/NA), der ersten Neonazigruppe, die sich offen positiv auf den Nationalsozialismus bezog. Diese Publikation fand überregionales Medieninteresse. Mit ihrer Hilfe wurde 1978 die Führungsriege der ANS/NA um Michael Kühnen verhaftet; 1983 wurde diese Gruppe verboten. Auch Vertreter der Extremismus-Theorie des Verfassungsschutzes erkannten die Informationsbroschüren des KB als fundiert an.
Am 17. Juni 1977 ging der KB mit einigen 1000 Antifaschisten trotz eines Demonstrationsverbots gegen das erste „Deutschlandtreffen“ der NPD (~3000 Teilnehmer) am Frankfurter Rathaus Römer vor. Gegen diesen jährlichen Neonaziaufmarsch mobilisierte der KB 1978 rund zehntausend Demonstranten, die erstmals gemeinsam als Schwarzer Block auftraten und den Zielort besetzten. Bei der polizeilichen Räumung wurden einige Teilnehmer schwer verletzt. Gegen den NPD-Aufmarsch vom 17. Juni 1979 organisierte der KB das erste Rock-gegen-Rechts-Konzert. Rund 50.000 Antifaschisten aller Spektren, weit über die KB-Anhängerschaft hinaus, kamen nach Frankfurt. Damit integrierte der KB die alternative Kulturszene in die Antifa-Bewegung. Das NPD-Treffen wurde daraufhin verboten.

### 1980er Jahre
Seit etwa 1980 verbreitete sich im Anschluss an die italienische Autonomia die Bewegung der Autonomen in vielen westlichen Staaten. Gemäß ihrer antistaatlichen und antikapitalistischen Haltung versuchen sie, selbstbestimmte Freiräume und Lebensformen zu erkämpfen und bestehende Ein-Themen-Proteste in Richtung einer gesamtgesellschaftlichen Kritik zu radikalisieren. In der Bundesrepublik engagierten sie sich zunächst in der Anti-Atomkraft-Bewegung, der Friedensbewegung, im Widerstand gegen die Startbahn West und bei Hausbesetzungen. Weil sie Faschismus als Auswuchs von Unterdrückung und Konkurrenz in der kapitalistischen Gesellschaftsordnung sahen, vertraten sie einen „revolutionären Antifaschismus“. Obgleich manche ihrer Parolen (etwa „Polizei SA SS“) bundesdeutsche Staatsorgane mit denen dem NS-Staat gleichsetzten, zielten ihre Aktionen meist nur auf Neonazis.
1980 startete die Kommunistische Partei Deutschlands/Marxisten-Leninisten (KPD/ML) die Kampagne Stoppt Strauß! gegen die Kanzlerkandidatur von Franz Josef Strauß zur Bundestagswahl 1980. Man erinnerte daran, dass Strauß die Bundeswehr mit Atomwaffen hatte ausrüsten wollen, den chilenischen Militärdiktator Augusto Pinochet unterstützt und im Deutschen Herbst 1977 die Erschießung der RAF-Gefangenen erwogen hatte. Üblich waren Anstecker mit der Stopp-Strauß-Parole und dem Antifa-Logo. Am 25. August 1980 demonstrierten in Hamburg 15.000 Menschen trotz eines Demonstrationsverbots gegen einen Wahlkampfauftritt von Strauß. Olaf Ritzmann (16) wurde auf der Flucht vor einem Knüppeleinsatz der Polizei von einem Zug überrollt und starb vier Tage später an seinen schweren Verletzungen.
Auf Einladung des KB gründeten am 21. November 1981 in Hannover autonome Antifagruppen aus acht Städten, die Sozialistische Arbeitergruppe (SAG) und die Volksfront der KPD/ML das Norddeutsche Antifa-Treffen zum regelmäßigen Informationsaustausch und Verabreden gemeinsamer Aktionen. Damit trat erstmals eine „autonome Antifa“ als Strömung der radikalen Linken hervor. Während SAG und Volksfront bald ausschieden, stieß 1982 die Antifaschistische Aktion Hamburg dazu. Die Norddeutschen betrieben wie der KB vor allem Recherchen, um Drahtzieher der rechtsextremen Szene, Funktionäre rechter Parteien und Gruppen, ihre Kontakte und Verbindungen aufzudecken und von Mitläufern zu unterscheiden. Aktionen sollten rechtsextreme Treffen durch Angriffe auf deren Veranstaltungsorte stören oder verhindern. Gemäß der Kritik des KB, man sei nur auf Schlägereien mit Nazis aus, wollten vor allem die Hamburger Aktionen gegen Nazis mit dem Kampf gegen den „imperialen Herrschaftsapparat“ verbinden, die Zersplitterung der autonomen Gruppen und deren subkulturelle Isolation überwinden.
Obwohl sie Konzepte der bundesdeutschen Erinnerungskultur vielfach kritisierten, nahmen Antifagruppen auch an von anderen Antifaschisten organisierten Großdemonstrationen teil. Bei einer DGB-Kundgebung gegen ein Veteranentreffen der SS-Division Totenkopf im Mai 1983 griffen norddeutsche Antifagruppen Mitglieder der ANS/NA an und wurden dann von DGB-Ordnern der knüppelnden Polizei überlassen. Im Juni 1983 besetzten sie einen von Neonazis angemieteten Saal in Celle. Bei der polizeilichen Räumung kam es zu gegenseitiger Gewalt. Daraufhin beteiligte sich die Norddeutsche Antifa an überregionalen Treffen des DGB und der VVN-BdA, um weitere Demonstrationen gemeinsam vorzubereiten. Im Oktober 1983 demonstrierten rund 2500 Antifaschisten, darunter viele Autonome, gegen den NPD-Parteitag in Bad Fallingbostel, um diesen zu blockieren. Die Autonomen griffen Rechtsextreme und ihre Pkw an und versuchten erfolglos, die Veranstaltungshalle zu stürmen. Der KB kritisierte dies als ein reaktives Hinterherfahren und Überbewerten solcher Nazitreffen und favorisierte ein staatliches NPD-Verbot. Die Autonome Antifa dagegen sah im Setzen auf solche Verbote mangelnde Abgrenzung vom Staat. Infolge dieses Konflikts wurde der KB aus dem Norddeutschen Antifa-Bündnis gedrängt. Ähnliche Debatten führten öfter dazu, dass Autonome und bürgerliche Antifaschisten sich voneinander trennten.
Ab 1983 erklärten einige Antifagruppen das gesamte kapitalistische System in ihren Positionspapieren zum „Staatsfaschismus“. Um jedem die Teilnahme an ihren Aktionen offenzuhalten, lehnten sie Schusswaffen, militärische Sprengstoffmittel, Mordanschläge und eine identifizierbare Organisationsform ab. Sie konnten 1984 keine ideologisch einheitliche militante Kaderorganisation aufbauen. Auch ein feministisches Frauen-Antifa-Treffen ließ sich nicht durchsetzen.
Trotz ähnlicher Themenfelder unterschied sich die autonome Antifa vom Politikverständnis älterer K-Gruppen. Ihre direkten Angriffe auf Rechtsextremisten reagierten großenteils auf die Skinhead- und Hooligan-Szene der 1980er Jahre, die immer öfter Personen mit „alternativen“ Außenmerkmalen angriff und linke Projekte und Treffpunkte bedrohte. Bei autonomen Gegenangriffen kam es immer wieder zu Zusammenstößen mit der Polizei. Bei einer Demonstration gegen den NPD-Parteitag am 28. September 1985 wurde Günter Sare von einem Wasserwerfer überrollt und getötet.
1987 gründeten Berliner Autonome ein Antifaschistisches Infoblatt und ein Antifaschistisches Pressearchiv und Bildungszentrum Berlin (APABIZ), um ihre Recherchen zur rechtsextremen Szene auszuwerten und allgemein anzubieten. Das Infoblatt druckte keine Diskussionspapiere und Anschlagserklärungen ab. Die antiimperialistische Antifa bevorzugte dafür die in der Bundesrepublik wegen des Abdruckens von Texten der Revolutionären Zellen verbotene Zeitschrift radikal, die seit 1984 vom Ausland aus vertrieben wurde. Um dies zu unterbinden, durchsuchten Staatsbehörden 1986/87 Hunderte Buchläden und Privatwohnungen und leiteten 192 Ermittlungsverfahren ein; fünf Personen erhielten schließlich Bewährungsstrafen. Für das Enttarnen (Outing) von Neonazis nutzen autonome Antifagruppen seit den 1980er Jahren auch die Szeneblätter Interim, Die Schwarze Garde, Agitare bene und andere.
1987 mobilisierte die Norddeutsche Antifa bundesweit aufwändig gegen das jährliche Herbsttreffen der neonazistischen Wiking-Jugend in Hetendorf. Nach Medienberichten, das Treffen sei abgesagt worden, kamen am 3. Oktober nur rund 400 Autonome nach Hetendorf, die die Polizei stundenlang einkesselte. Das westdeutsche und das süddeutsche Antifabündnis lösten sich bald danach wegen persönlicher Konflikte und verschärfter staatlicher Überwachung auf. Bis 1988 verlor die bundesweite Antifa-Koordination ihre Handlungsfähigkeit. Nach (letztlich ergebnislosen) staatlichen Anklagen auf Bildung einer terroristischen Vereinigung gegen vier Hamburger Autonome im Juni 1989 löste sich auch das Norddeutsche Antifatreffen auf.
Gegen Wahlkämpfe der NPD und der Partei Die Republikaner entstanden kurzzeitig neue lokale Antifagruppen, die sich nach jeder Wahl wieder auflösten. Auf Initiative eines Göttinger Antifabündnisses demonstrierten im Mai 1988 1.500 Antifaschisten, darunter viele Autonome, gegen ein FAP-Zentrum in Mackenrode. Im September zerbrach das Bündnis: Ein Teil wollte die eigenen radikaleren Positionen nicht aufgeben, der andere Teil wollte die Bündnisarbeit fortsetzen und mit einer kontinuierlichen Adresse öffentlich wahrnehmbar und ansprechbar bleiben. Gegen Übergriffe von Neonazis wurde ein antifaschistisches Nottelefon eingerichtet. Bei einem verabredeten Vorgehen der Polizei gegen die Göttinger Antifa kam Conny Wessmann im November 1989 bei einem Autounfall ums Leben. 20.000 Autonome, im Folgejahr nochmals 7.000, demonstrierten danach in Göttingen gegen Neonazis und Polizei. In 30 deutschen Städten zerstörten Autonome gezielt Fensterscheiben von Warenhäusern, Geldinstituten und Regierungsgebäuden, die sie als Symbole der kapitalistischen Gesellschaft für Wessmanns Tod mitverantwortlich machten.
Nach einem Überfall von Neonazis auf ein Konzert in der Ostberliner Zionskirche bildeten sich ab 1987 auch in der DDR einige Antifagruppen. In Halle (Saale) bildeten Punks kurzzeitig einen bewaffneten Selbstschutz. Die Antifa Potsdam druckte und verteilte Flugblätter, um staatliche Stellen zur Auseinandersetzung mit Neonazis zu bringen. Im Januar 1988 versuchte die Gruppe erfolglos, Kontakt zur FDJ und jüdischen Gemeinden aufzunehmen. Nach einem Überfall von Neonazis verwüsteten etwa 100 Punks deren Lokal. Im Februar 1989 gründete sich eine Antifagruppe in der Kirche von Unten (DDR) in Ost-Berlin, um gegen eine geplante Neonazifeier zum Hitlergeburtstag (20. April) zu mobilisieren. Daraus entstand im Mai die Autonome Antifa Berlin (Ost). Sie gab eine Zeitung heraus, die über Naziaktivitäten in der DDR informierte, und veranstaltete einen Antifatag mit 1500 Besuchern. Im Juli trafen sich rund 300 Mitglieder von Antifa-Selbsthilfegruppen in der Erlöserkirche (Potsdam). Im September beteiligten sie sich an der staatlichen Kundgebung für die Opfer des Faschismus. Dabei entrissen Stasi-Mitarbeiter ihnen ein Transparent Warnung! Neonazis auch in der DDR. Am 9. November 1989 demonstrierten rund 600 Personen zum Jahrestag der Novemberpogrome 1938 mit der Potsdamer Antifa. Nach der Wende in der DDR lösten sich die Potsdamer und Ostberliner Antifa auf.
Ebenfalls gründete sich in Berlin Ende der 1980er Jahre die Antifa Gençlik, die aus Migranten bestand. Im Folgenden entstanden auch in anderen deutschen Städten Gruppen.

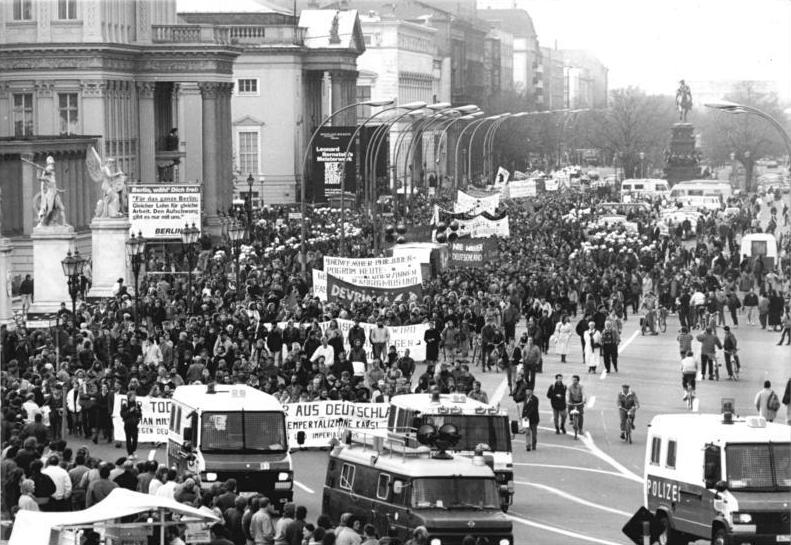
Berlin, 3. November 1990: Demonstration „Der Tod ist ein Meister aus Deutschland“ zu Beginn einer Aktionswoche in Erinnerung an die Novemberpogrome 1938.

### 1990er Jahre
1990 veränderten die Auflösung der Sowjetunion, das Ende des Warschauer Paktes und die Deutsche Wiedervereinigung die politische Gesamtsituation grundlegend. Der deutsche Nationalismus wuchs. Die Zahl registrierter fremdenfeindlicher Straftaten in Deutschland vervielfachte sich von 2426 (1991) auf 6336 (1992). Die Täter nutzten die Wiedervereinigung für neue Angriffe gegen Einwanderer, Ausländer, Linke, Homosexuelle und andere und ermordeten bis 1994 mindestens 80 Menschen aus rassistischen Motiven. Sofern sie gefasst wurden, erhielten die Mörder meist nur geringe Haftstrafen. Auch Polizeiübergriffe gegen Einwanderer nahmen zu. Die Republikaner gelangten in Landesparlamente. Nach den pogromartigen ausländerfeindlichen Ausschreitungen in Hoyerswerda und Rostock-Lichtenhagen und dem Mordanschlag von Mölln schränkten CDU/CSU, FDP und SPD das Asylrecht mit dem Asylkompromiss vom 6. Dezember 1992 stark ein. Wegen des Zusammenwirkens von Mordanschlägen, darüber jubelnden Zuschauern, fehlendem Polizeischutz für die Bedrohten, Festnahmen von Unterstützern und anschließenden Gesetzesverschärfungen fürchteten die Autonomen einen neuen deutschen Faschismus, gegen den Störversuche bei Nazitreffen nicht ausreichen würden. Daraufhin entstanden in den alten und neuen Bundesländern viele neue Antifagruppen.
In Zusammenhang mit geplanten Auftritten des Philosophen Peter Singer, der das Lebensrecht behinderter Menschen, die noch kein Bewusstsein besitzen, in Frage stellt, schlossen sich Mitglieder politischer Behindertenbewegungen, Atom-Gegner, Kritiker von Gen- und Informationstechnologien, Befürworter der Hospiz-Idee und vereinzelte Antifa-Initiativen zu einem „Anti-Euthanasie-Forum Ruhrgebiet“ zusammen. Beim 26. Evangelischen Kirchentag 1995 gab ein Bündnis aus autonomen „Krüppel-‚ Frauenlesben- und Antifa-Gruppen“ ein Flugblatt heraus, das die Diskussion um das Lebensrecht Behinderter als Behindertenfeindlichkeit ablehnte.
1990 entstand aus dem Antifabündnis gegen die FAP von 1988 die Göttinger Autonome Antifa (M). Im März trat sie mit einem Aufruf gegen die Einverleibung der DDR hervor. Sie betrieb für Autonome atypische professionalisierte Pressearbeit, künstlerische Agitpropaktionen, Geschichts- und Jugendarbeit. Ihre Plakate, Flugblätter und Broschüren gestaltete die Initiative Kunst und Kampf um Bernd Langer. Ihr Hauptmerkmal wurden große Bündnisdemonstrationen gegen Neonazi-Zentren, in die jeweils ein gut ausgerüsteter Schwarzer Block integriert war. Ihr „Diskussionspapier zur Autonomen Organisierung“ stieß eine bundesweite Debatte bei den Autonomen an.
Am 27. September 1991 fand eine Antifa-Demonstration mit rund 5000 Teilnehmern gegen die rassistischen Angriffe auf Geflüchtete in Hoyerswerda statt. Am 23. August 1991 eilten Autonome nach Rostock-Lichtenhagen, um die Vietnamesen zu schützen, die unter Beifall von rund 3000 Zuschauern in dem in Brand gesetzten „Sonnenblumenhaus“ eingeschlossen waren. 60 Autonome nahm die Polizei fest. Am 29. August demonstrierten trotz enormer Polizeikontrollen rund 15.000 Menschen mit der Antifa in Rostock. Nach den Morden von Mölln beteiligten sich neue Antifagruppen an den Lichterketten gegen rassistische Anschläge, die seit Dezember 1992 unter dem Motto „Bunt statt Braun“ in vielen Städten üblich wurden.
Elf Teilnehmergruppen einer Göttinger Demonstration „gegen Faschismus und Polizeiterror“ (Silvester 1991/92) gründeten im Juli 1992 die Antifaschistische Aktion/Bundesweite Organisation (AA/BO), die ihre Publikationen einheitlich mit dem schwarzroten Antifa-Logo auswies. Anders als die frühere bundesweite Koordination strebte sie feste Gruppenstrukturen mit verantwortlichen Ansprechpartnern, öffentliche Breitenwirkung, Öffnung für Massenmedien, Bündnisse und geregelte überregionale Zusammenarbeit an. Eine gemeinsam erarbeitete verbindliche Definition von Antifaschismus sollte den bisherigen vagen Antikapitalismus konkretisieren, blieb aber aus. Ostdeutsche Antifagruppen lehnten antiimperialistische Rhetorik und straffe Organisation meist ab; aus den neuen Bundesländern beteiligte sich nur die Gruppe Schwarzer Ast – Südthüringen, später die Antifa Plauen, an der AA/BO. 1993 entstand aus der Kritik an der AA/BO das Bundesweite Antifa Treffen (B.A.T.), das vorrangig Recherche, Archivarbeit und Koordination von Aktionen gegen Neonazitreffen betrieb. An ihm nahmen mehr ostdeutsche Gruppen teil, die aus lokalen direkten Konfrontationen mit Neonazis entstanden waren.
Seit 1988 veranstalteten Neonazis jeden 17. August einen jährlichen „Rudolf-Heß-Gedenkmarsch“ und unterliefen seit 1991 auch staatliche Demonstrationsverbote im Landkreis Wunsiedel. Dagegen mobilisierten Antifagruppen bundesweite Proteste. Im Rahmen der AA/BO-Kampagne „Gegen die faschistischen Zentren vorgehen“ fanden größere Demonstrationen gegen Neonazitreffpunkte in Adelebsen (20. März 1993), Mainz-Gonsenheim (17. April 1993), Detmold-Pivitsheide (5. Februar 1994) und Northeim (4. Juni 1994) statt. Ab Juli 1994 klagten Staatsanwälte insgesamt 32 Autonome, vor allem der Göttinger Antifa M, wegen Bildung einer terroristischen Vereinigung und Werbung für die RAF an. Anfang August 1994 gründete sich darum die Antifaschistische Aktion '94, die mit AA/BO und B.A.T. dezentral zusammenarbeitete. Sie verhinderte vielerorts durch weitgehend gewaltfreie Demonstrationen und Blockaden schon die Abfahrt von Neonazis zum Heß-Gedenkmarsch. 1996 wurden die Anklagen von 1994 gegen Auflagen fallengelassen. Durch staatliche Verbote von zehn Neonazigruppen (1992–1995) nahm deren öffentliche Präsenz ab, so dass sich auch Antifagruppen vielerorts auflösten. AA/BO und B.A.T verloren laufend Mitglieder, so dass sie sich annäherten und 1997 erstmals gemeinsam zu Demonstrationen gegen den Rudolf-Heß-Marsch und gegen ein Nazizentrum in Saalfeld/Saale aufriefen. Letztere Demonstration (11. Oktober) wurde kurzfristig verboten, rund 1200 anreisende Autonome wurden festgenommen. Im gleichen Zeitraum radikalisierte sich die Neonaziszene, bildete gewaltbereite Freie Kameradschaften und eine Anti-Antifa, die autonome Merkmale (Kleidung, Symbole) kopierte. Aus solchen Gruppen entstand 1997 die von Verfassungsschutzagenten durchsetzte und mitfinanzierte Kaderorganisation Thüringer Heimatschutz (THS) und 1998 die Terrororganisation Nationalsozialistischer Untergrund (NSU).
1996 machten Antifa-Akteure Rechtsextremisten bekannt, die das Thule-Netz aufgebaut hatten, und behinderten deren internen Informationsaustausch. Das geplante „Thule TV“ kam nicht zustande; die Betreiber führten dies unter anderem auf „linke Antifa-Sabotage“ zurück.
Antifagruppen mobilisierten bundesweit gegen eine NPD-Großkundgebung am 1. Mai 1998 beim Völkerschlachtdenkmal in Leipzig. Die rund 5000 Rechtsradikalen wurden von einer vielfach größeren Menge erwartet. Weil ein Polizeigroßaufgebot sie vom Zielort fernhielt, kam es in Leipzig zu Straßenschlachten mit Polizeikräften. Am 12. Mai ließen das Bundeskriminalamt und das Landeskriminalamt Bayern im ganzen Bundesgebiet Wohnungen mutmaßlicher Autonomer durchsuchen, um Belege für die Bildung einer terroristischen Vereinigung zu finden. 32 Mitglieder der Antifa Passau wurden angeklagt, die zuvor einige Jahrestreffen der DVU in Passau erfolgreich behindert hatte.
Die AA/BO führte vom 2. bis 5. Juli 1998 auf Burg Ludwigstein das Camp „Organisiert den revolutionären Widerstand“ durch, um ihren Mitgliedsgruppen neue Impulse zu geben. An der folgenden Kampagne „Den rechten Vormarsch stoppen! Antifa-Offensive '99“ beteiligten sich mehr als 40 Antifagruppen bundesweit mit Camps, Konzerten, Vorträgen und anderem. Die Demonstration „Fight Fortress Europe“ gegen den EU-Gipfel in Köln am 29. Mai 1999 fand einige tausend, die Kundgebung vor der NPD-Geschäftsstelle in Stuttgart am 9. Oktober 1999 fand rund 1500 autonome Teilnehmer. Die erhoffte breitere Öffentlichkeitswirkung blieb jedoch aus. Das B.A.T. löste sich auf.
Seit 1994 machte ein „Aktionsbündnis für Bleiberecht“ in Berlin mit teils spektakulären Aktionen auf drohende Abschiebungen von Geflüchteten, inhumane Zustände in Sammeleinrichtungen und Abschiebegefängnissen aufmerksam. Neue Antifagruppen an Schulen versuchten, Abschiebungen von Mitschülern zu verhindern, unter anderem durch Sitzblockaden an Flughäfen. 1998 starteten Helfer für Geflüchtete die Kampagne kein mensch ist illegal mit jährlichen Grenzcamps, an denen sich autonome Antifagruppen beteiligten. Sie veröffentlichten dazu ein Handbuch mit dem Kampagnenmotto (1999) und einen Sammelband über Selbstorganisationen und Unterstützungsprojekte für ohne Papiere in Europa lebende Menschen (2000).

### 2000er Jahre
Nach einem Brandanschlag auf die Neue Synagoge (Düsseldorf) im Oktober 2000 rief Bundeskanzler Gerhard Schröder einen „Aufstand der Anständigen“ aus, der nicht wie zuvor unspezifisch „Gewalt“, sondern „Rechtsextremismus, Fremdenfeindlichkeit und Antisemitismus“ zurückdrängen sollte. Viele Jugendprojekte erhielten dafür einige Jahre lang Gelder von Bund, Land und Kommunen. Teile der Antifa-Szene beteiligten sich, andere grenzten sich ab: Indem der Staat das Thema vereinnahme und sich als der „bessere Antifaschist“ feiere, enge er den Handlungsspielraum außerparlamentarischer Gruppen ein, lautete die Kritik. Der staatliche Antifaschismus ersetze den völkischen Nationalismus nur durch einen international akzeptierten Nationalismus ohne störende Bestandteile. Die aus der NS-Zeit gefolgerte „deutsche Verantwortung“ der Berliner Republik rechtfertige den ersten deutschen Kriegseinsatz seit 1945 im Kosovokrieg 1999, während zugleich aktuellen Kapitalinteressen gemäß Sozialabbau und Sicherheitsgesetze verschärft, nützliche und unnütze Zuwanderer rassistisch unterschieden und die lange verzögerte Entschädigung ehemaliger NS-Zwangsarbeiter der Rechtssicherheit für deutsche Unternehmen unterworfen würden.
Die AA/BO versuchte, die öffentliche Aufmerksamkeit für das Thema zu nutzen, um ihr Konzept bekannter zu machen und andere Antifaschisten zu radikalisieren. Auf einer großen Demonstration in Berlin-Köpenick am 7. Oktober 2000 forderte die Antifaschistische Aktion Berlin (AAB) „Weg mit der NPD-Zentrale und dem Abschiebeknast“, um auch staatlichen Rassismus anzugreifen. Das Bündnis gegen Rechts Leipzig (BgR) beteiligte sich an einem lokalen Bündnis gegen einen Naziaufmarsch zum Antikriegstag (1. September 2000), demonstrierte aber zudem „Gegen zivilgesellschaftlichen Militarismus und neue Weltordnung: Deutschland den Krieg erklären!“
Am 22. April 2001 veranstalteten Autonome Antifa (M), AAB und BgR einen Kongress in Göttingen, zu dem rund 600 Interessierte kamen. Sie gründeten das Theorieblatt Phase 2 zur Selbstverständigung. Die AA/BO löste sich auf, um die angestrebte bundesweite Neuorganisierung zu ermöglichen. Dazu kam es jedoch nicht, vor allem wegen der sich zuspitzenden ideologischen Konflikte mit den Antideutschen. Diese Strömung war aus der Kampagne Nie wieder Deutschland der Radikalen Linken von 1990 hervorgegangen. Aus Solidarität mit Israel befürworteten sie den Eingriff der USA in den Zweiten Golfkrieg (Januar 1991), Israels Maßnahmen gegen die Zweite Intifada (September 2000 bis Februar 2005) und den Krieg in Afghanistan seit 2001. Infolge der Terroranschläge am 11. September 2001 setzten sie Kritik an Interventionskriegen der USA mit Antiamerikanismus und latentem Antisemitismus gleich und trugen demonstrativ Israel- und US-Flaggen. An den Konflikten darum zerbrachen viele Antifagruppen, darunter 2004 auch die Göttinger Autonome Antifa (M).
Seit 2002 bekämpften Antifagruppen verstärkt das vom Bund der Vertriebenen (BdV) angestoßene Zentrum gegen Vertreibungen, störten Vorlesungen des Buchs Der Brand von Jörg Friedrich, traten den jährlichen Gedenkfeiern der an Massakern der NS-Zeit beteiligten Gebirgstruppe in Mittenwald und den rechtsradikalen Trauermärschen zu den Jahrestagen der Luftangriffe auf Dresden (13. Februar) entgegen. Sie kritisierten die Gleichstellung der deutschen Vertriebenen und Opfer des Bombenkriegs mit den Opfern der NS-Verbrechen als Relativierung des Holocaust und als Täter-Opfer-Umkehr. Sie verwiesen dazu auf die begeisterte Rezeption von Friedrichs Buch in der Neonaziszene und auf geschichtsrevisionistische Umdeutungsversuche der NS-Zeit in der neurechten Zeitschrift Junge Freiheit.

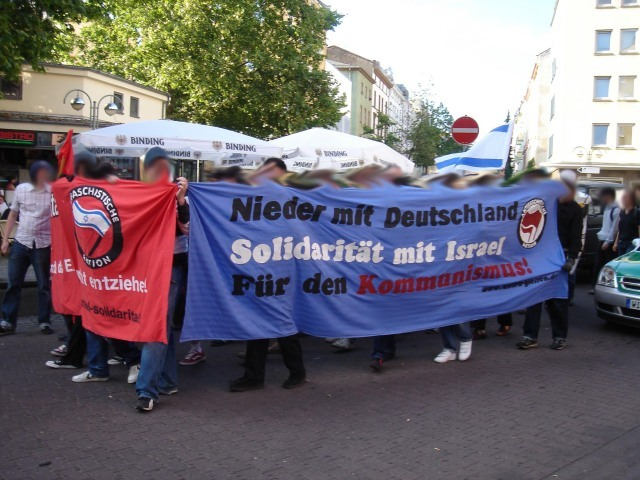
Demonstration „Nieder mit Deutschland“ in Frankfurt am Main 2006

Nach einem gezielten Hacker-Angriff auf die Website des rechtsextremen Netzwerks Blood and Honour Ende August 2008 veröffentlichten Antifa-Aktive die so bezogenen Daten.

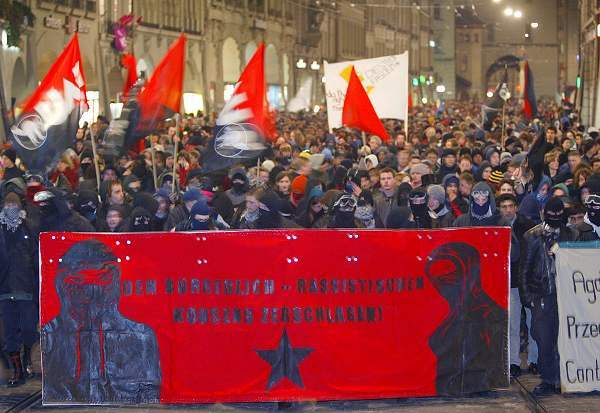
Frontreihe einer Antifademonstration in Bern, August 2006

### Seit 2010
Am 13. Februar 2010 vereitelten das Bündnis Dresden Nazifrei und das bundesweite No pasarán Blockadebündnis unabhängiger Antifagruppen erstmals gemeinsam den jährlichen Aufmarsch tausender Neonazis in Dresden. Mehr als 12.000 Gegner behinderten deren Anreise mit Bahntrassenblockaden und blockierten die Marschroute mit Sitzblockaden, Barrikaden und Menschenketten. Diese Aktionen wurden trotz gerichtlicher Verbote durchgeführt und zwangen die Polizei, die Neonazis zur Heimreise zu veranlassen. Damit verlor deren Marsch seine Attraktivität: 2011 kamen nur noch rund 500 Neonazis nach Dresden.
2013 veröffentlichte eine Hamburger Antifagruppe Namen, Fotografien, Kontaktadressen, Treffpunkte und Aktivitäten von Mitgliedern der Weisse Wölfe Terrorcrew im Internet. Diese stellte ihre Aktivitäten daraufhin weitgehend ein. Am 17. Oktober 2015 veröffentlichte die Antifa Bonn/Rhein-Sieg Fotografien von rechtsradikalen Demonstrationen. Sie zeigten Frank Steffen, der die Kölner Oberbürgermeisterin Henriette Reker am selben Tag mit einem Messer zu erstechen versucht und schwer verletzt hatte. Die Polizei, die bis dahin eine psychische Erkrankung vermutet hatte, erkannte daraufhin politische Tatmotive an.
Ohne Dachorganisation existierten 2011 in Deutschland mehr als 100 lokale und regionale Gruppen und Initiativen, die sich namentlich in die Tradition der historischen Antifagruppen stellen, einen gesamtgesellschaftlichen Rassismus zum Hauptthema ihrer Aktionen machen, sich mit der aktuellen Rechtsentwicklung befassen, Erinnerungsarbeit leisten, NS-Geschichte aufarbeiten und weitervermitteln. Einige Antifa-Gruppierungen wurden durch das Bundesprogramm Demokratie leben gefördert. Nach dem Anschlag von Hanau bildeten sich in mehreren Städten Migrantifa-Gruppen.
In den 2010er und 2020er Jahren fanden wiederholt gewalttätige Angriffe vermummter Mitglieder der Antifa auf echte oder vermeintliche Neonazis oder auf Teilnehmer von Coronademonstrationen statt. Beispiele hierfür sind etwa die der Gruppe um Lina E. zur Last gelegten Körperverletzungen, die zum Teil mit Eisenhämmern begangen wurden, oder der Überfall auf drei Teilnehmer einer „Mahnwache für das Grundgesetz“ am 20. Mai 2020 in Stuttgart. Eines der Opfer lag anschließend mehrere Wochen im Koma. In einem Bekennerschreiben mit dem Titel „Zum antifaschistischen Angriff am 16. Mai in Stuttgart / Zur Frage antifaschistischer Gewalt“ wurde der Überfall folgendermaßen gerechtfertigt:

„Wir treiben den gesundheitlichen, organisatorischen und materiellen Preis dafür in die Höhe. Sie sollen mit Schmerzen, Stress und Sachschaden rechnen und dadurch möglichst isoliert, gehemmt, desorganisiert und abgeschreckt werden.“

### Öffentlicher Diskurs
Das öffentliche Bild der Antifa ist gekennzeichnet durch ihre Militanz. Der CDU-Generalsekretär Paul Ziemiak etwa reagierte auf einen antifafreundlichen Tweet der SPD-Vorsitzenden Saskia Esken, er sei „gegen Faschismus & für Demokratie und Menschenrechte“. Er sieht das aber mit einem gewaltlosen Ansatz verbunden – das stehe im Gegensatz zur Antifa. Der Soziologe Nils Schuhmacher betont demgegenüber die Vielfalt innerhalb der Antifa, die keine einheitliche Bewegung sei. Das Spektrum der Aktionen reicht von gewaltfreiem Handeln über zivilen Ungehorsam, Sitzblockaden und Gewalt gegen Sachen bis hin zu situationsbedingter Selbstverteidigung gegen körperliche Angriffe. Gezielte Angriffe auf Leib und Leben von Neonazis oder Vertreter von Staat und Wirtschaft werden laut Horst Schöppner meist abgelehnt. Laut dem Politikwissenschaftler Lazaros Miliopoulos ist Gewaltanwendung innerhalb der Antifa oft skrupelbehaftet; sie erfolge oft deutlich reflektierter und mit mehr theoretischen Legitimationsbemühungen als bei anderen extremistischen Strömungen. Dies trage dazu bei, dass die Antifa anschlussfähig bis in die Mitte der Gesellschaft sei. In ländlichen Umgebungen, wo gewalttätige rechtsextreme Szenen vorherrschten, sei die Militanz der Antifa oft reaktiver Natur.
Nach Uwe Backes suchen Mitglieder der Antifa dagegen aktiv die gewaltsame Auseinandersetzung mit Neonazis und Skinheads. Laut der Darstellung des Bundesamts für Verfassungsschutz (BfV) zielt die Gewalt der Antifa nicht nur auf die jeweiligen Opfer, sondern auf eine breite gesellschaftliche Wirkung: Es gelte, unter als rechts identifizierten Menschen ein „Klima der Angst“ zu erzeugen. Zu diesem Zweck solle der Gegner mit allen Mitteln aus der Öffentlichkeit gedrängt und davon abgehalten werden, seine Meinungen zu bekunden. Zu diesem Zweck würden Personen, die zum Teil weniger dem Rechtsextremismus als der Querdenker-Szene zugehören, zusammengeschlagen oder auf Plakaten, Flyern bzw. einschlägigen Websites als vermeintliche Faschisten dargestellt. Laut dem Politikwissenschaftler Armin Pfahl-Traughber ist es problematisch, dass sich linksextremistische Antifa-Gruppen an Demonstrationen gegen Neonazi-Aufmärsche beteiligen: Nicht nur, dass sie dabei immer wieder Gewalt anwenden, sie lehnen die Normen und Regeln eines demokratischen Verfassungsstaates ab, da sie ihn entsprechend der marxistisch-leninistischen Faschismustheorie genau wie den Faschismus als „Ausdruck des Kapitalismus“ ansehen.
Im Rahmen einer Ausarbeitung zur Frage, ob die Antifa eine kriminelle oder terroristische Vereinigung im Sinne der § 129 bzw. § 129a StGB darstellen könne, definierte der Wissenschaftliche Dienst des Bundestags den Begriff „Antifa“ 2018 als „Oberbegriff für verschiedene, im Regelfall eher locker strukturierte, ephemere autonome Strömungen der linken bis linksextremen Szene“. Er stellte dar, dass aufgrund des Fehlens klarer organisatorischer Strukturen, eine Bewertung, ob es sich hierbei um terroristische Vereinigungen handelt, durch die Strafverfolgungsbehörden, nach aktuellem Stand, nur im Einzelfall erfolgen könne.
Im Jahre 2018 schrieb die von den Linken zur SPD übergetretene Angela Marquardt im Vorwärts: „Im Kampf gegen rechts braucht die SPD auch die Antifa“.
Der Förderkreis Oscar-Romero-Haus verlieh 2019 der Antifa Bonn/Rhein-Sieg einen „Bonner Oscar-Romero-Preis für den Einsatz mit Ausgegrenzten und Entrechteten unserer Gesellschaft für eine gerechte, solidarische und in Übereinstimmung mit der Schöpfung lebende Welt“. Pfarrer Detlev Besier hielt die Laudatio.
Die AfD-Fraktion im Deutschen Bundestag stellte im September 2019 einen Antrag mit dem Titel Antiextremistischer Grundkonsens in Politik und Gesellschaft – Rechtsstaat und Demokratie schützen – Antifa ächten. Bei einer Rede zu diesem Antrag trug die Linke-Abgeordnete Martina Renner einen Antifa-Sticker am Revers. Dafür erteilte ihr Bundestagsvizepräsident Wolfgang Kubicki (FDP) einen Ordnungsruf. Nach einer Beschlussempfehlung des Innenausschusses wurde der Antrag schließlich in namentlicher Abstimmung mit 85 zu 554 Stimmen abgelehnt. Am 17. Juni 2020 stellte die AfD-Fraktion im Bundestag einen Antrag zum bundesweiten Verbot der „Antifa“, der zur Prüfung an den Ausschuss für Inneres und Heimat überwiesen wurde.
Der ARD-Faktenfinder Patrick Gensing schrieb in Zusammenhang mit den Protesten infolge des Todes von George Floyd in den USA über eine Verschwörungstheorie, der zufolge die Antifa zentral organisiert sei und, von George Soros üppig finanziert, die Weltherrschaft anstrebe: „Tatsächlich gibt es nicht ‚die Antifa‘; der Begriff steht für Antifaschismus oder Antifaschistische Aktion. Als Abkürzung wird oft AFA oder der Zahlencode 161 benutzt.“ Gensing bezog sich auf den Verfassungsschutz und schrieb, dass es sich um keine „feste Organisation, sondern um ein Aktionsfeld, ähnlich wie Antirassismus, Antiglobalisierung oder Antigentrifizierung“ handeln würde. Er fügte unter Berufung auf den wissenschaftlichen Dienst des Bundestags hinzu: Es seien bislang „weder im In- noch im Ausland einzelne Antifa-Gruppierungen als kriminelle oder terroristische Vereinigungen eingestuft worden. Ohnehin gebe es nicht ‚die Antifa‘ im Sinne einer einheitlichen Organisation, sondern eine entsprechende, nicht scharf umrissene Szene. Insbesondere könne kein ‚einheitliches Handeln oder ein in sich geschlossenes, politisch-ideologisch geschlossenes Konzept‘ unterstellt werden.“
Die SPD-Vorsitzende Saskia Esken bekannte sich im Juni 2020 zur Antifa, indem sie unter Nennung ihres Alters twitterte: „58 und Antifa. Selbstverständlich.“ Das trug ihr Kritik ein, u. a. von CDU-Generalsekretär Paul Ziemiak: „Gegen Faschismus und für Demokratie und Menschenrechte. Ohne Gewalt. Für mich selbstverständlich. Für die Antifa nicht. Traurig, dass der Vorsitzenden [der] SPD die Kraft zur Differenzierung fehlt.“ Der Historiker Jan C. Behrends ordnete die Antifa in einem Blogeintrag im Juni 2020 der „Giftküche des Stalinismus“ zu. „Antifaschismus war ein Kernbegriff im globalen Bürgerkrieg der dreißiger Jahre.“ Der Journalist Deniz Yücel verteidigte mit einem Artikel in der Zeitung Die Welt die Antifa als Teil der Zivilgesellschaft, was Henryk M. Broder in der gleichen Zeitung entschieden zurückwies.
Anna Schneider und Lucien Scherrer deuteten das „Antifa“-Label in der Neuen Zürcher Zeitung als „Versuch, Gewalt zu legitimieren“. Grüne und Linke würden das Problem der linken Gewalt, die von Antifa-Gruppierungen ausginge, verharmlosen. Laut dem Schweizer Journalisten und Grünen-Politiker Hans Stutz erfüllen antifaschistische Gruppierungen aber zum Teil auch wichtige Aufklärungs- und Präventionsarbeit und zeigten Präsenz bei Aufmärschen von Rechtsextremisten, gerade im ländlichen Raum. Der Antifa wird von Bettina Röhl vorgeworfen, feige zu sein, „ihre Gesichter zu vermummen und ihre Namen geheim zu halten. Was sich oft Antifa nennt, droht ununterbrochen mit Gewalt und Anschlägen etwa gegen Politiker oder Polizisten, sie steht für sinnlose Sachbeschädigungen in enormer Höhe.“

### Bewertung durch den Verfassungsschutz
Das Bundesamt für Verfassungsschutz (BfV) betrachtet autonome Antifagruppen in Zweck und Ausrichtung ihrer Aktionen nicht als homogen und betrachtet sie gerade vor dem Hintergrund verfassungsschutzrelevanter Bemühungen differenziert.  Im linksextremistischen Kontext bringt sie die Antifa unter dem gemeinsamen Oberbegriff des Extremismus in Zusammenhang mit Rechtsextremisten. Während es rechtsextreme Gewalttaten meist Einzeltätern, nicht größeren Netzwerken zuordnete, verortete es Gewalttaten bei Antifa-Aktionen oft in autonomen Gruppen und kriminellen Vereinigungen.
Das BfV erwähnte 1981 erstmals „autonome“ Gruppen und widmete ihnen ab 1983 eigene Kapitel seiner Jahresberichte. Erst ab 1986 erwähnten Verfassungsschutzberichte Antifagruppen. Sie stellten deren Aktionen als terroristische Gewalt oder gefährliche Aufwertung und Provokation von Neonazis, deren Brandanschläge auf (andere) politische Gegner als Reaktion darauf dar. Sie erwähnten jahrelang keine gewaltfreien Aufklärungs- und Störaktionen von Antifa-Netzen gegen verfassungsfeindliche Rechtsextreme, setzten Antifagruppen mit gewaltbereiten Autonomen gleich und sahen Antifakampagnen fast nur als Rechtfertigung für Gewalt und „Klammer“ für linksextreme Aktivitäten gegen den Staat.
Wie der Verfassungsschutz kritisieren die deutschen politischen Parteien und Gewerkschaften, dass Teile der Antifa das Gewaltmonopol des Staates nicht anerkennen. Uwe Backes (Vertreter der Extremismustheorie) ordnet die Antifa als „harten Kern“ des militanten linken Spektrums ein und sieht in der Auseinandersetzung von Antifa und Anti-Antifa einen Hauptgrund zunehmender Gewalt.
Infolge der starken Zunahme nazistischer Gewalttaten in den 1990er Jahren kam es 1996 zu einer Zusammenarbeit von Politikwissenschaftler Wolfgang Gessenharter und Aktiven des APABIZ, der Zeitschriften Der Rechte Rand und des Antifa-Infoblatts. Daraus entstand das gemeinsam verfasste Handbuch deutscher Rechtsextremismus. Im Mai 1997 fand erstmals ein dreitägiges Treffen von rund 70 Antifa-Aktiven mit Verfassungsschutzvertretern statt. Andere Antifagruppen kritisierten, dass der Begriff „Faschismus“ auf der Tagung vermieden, der Begriff „Extremismus“ kaum problematisiert worden war. Die Kritiker verwiesen später auch auf die repräsentative Heitmeyer-Studie über Gruppenbezogene Menschenfeindlichkeit (2002–2011), wonach erhebliche Bevölkerungsanteile antisemitische, ausländerfeindliche, rassistische und gewaltbereite Einstellungen zeigten.
Laut einer Auswertung von Berichten der Bundes- und Landesämtern für Verfassungsschutz durch Die Welt im Juni 2020 wurden mindestens 47 Antifa-Gruppen vom Verfassungsschutz beobachtet und als „extremistisch“ eingestuft. Diese Liste sei jedoch „nicht abschließend, weil der Verfassungsschutz betont, dass generell nicht alle beobachteten Gruppen in seinen Berichten genannt werden müssen. Zum anderen gibt es neben diesen 47 als extremistisch eingestuften Antifa-Gruppen auch Grenzfälle, die vorrangig einem anderen linksextremistischen Zusammenschluss angehören, der ebenfalls im Visier der Verfassungsschützer steht – wie etwa die Antifaschistische Linke Freiburg (ALFR/IL)“.

## USA
In den USA ist Antifaschismus integraler Bestandteil der politischen Richtungen und Organisationen, die dem Antirassismus verpflichtet sind und die Ideologie der White Supremacy und damit verknüpfte Formen von Hass, Diskriminierung und Bedrohung von Minderheiten bekämpfen. 1987 gründeten linksgerichtete Skinheads in Minneapolis nach dem Vorbild europäischer autonomer Antifagruppen das Antiracist Action Network. Wegen seines offenen Minimalkonsenses fand sich darunter rasch eine Vielzahl anarchistischer, marxistischer und subkultureller Gruppen der Punk- und Skinheadszene zusammen, um gemeinsam gegen Neonazigruppen zu mobilisieren, deren Kundgebungen zu stören und möglichst zu verhindern.
Die wohl erste Gruppe in den USA, die „Antifa“ im Namen führte, war die 2007 in Portland (Oregon) gegründete Rose City Antifa. In ihr vereinten sich Antirassisten, Anarchisten und Globalisierungsgegner, die aus den Protesten gegen die WTO-Konferenz in Seattle 1999 hervorgegangen waren. In der Amtszeit von US-Präsident Barack Obama (2009–2017) und besonders seit der Kandidatur seines Nachfolgers Donald Trump gewannen faschistische ebenso wie Antifagruppen in den USA erheblich an Zulauf. Im Januar 2017 versuchten studentische Gruppen Universitätsauftritte des damaligen Breitbart-Herausgebers Milo Yiannopoulos zu verhindern. US-amerikanische Medien subsumierten sie unter dem Label „Antifa“ und prägten damit ein kritisches Bild solcher Gruppen. Am 12. August 2017 schützten Antifagruppen eine friedliche Gebetsversammlung von Religionsvertretern in Charlottesville gegen massive Angriffe der Alt Right. Am Nachmittag ermordete ein Neonazi die Antifaaktivistin Heather Heyer mit einem Pkw. US-Präsident Trump sah auch bei den Faschisten „sehr feine Leute“ und begann eine anhaltende Kampagne gegen „die Antifa“, zu der er alle Protestierenden gegen seine öffentlichen Auftritte zählte.
Seit dem 25. Mai 2020, als vier weiße Polizeibeamte in Minneapolis den Schwarzen George Floyd töteten, kam es dort zu Unruhen und anhaltenden Protesten der Bewegung Black Lives Matter. Am 31. Mai 2020 behauptete US-Präsident Trump auf Twitter, „die Antifa“ sei schuld an „der Gewalt und dem Vandalismus“ bei den Protesten. Er werde diesen „linksradikalen Kriminellen“ nicht erlauben, „unsere Gemeinden in Brand zu stecken“, sondern sie als terroristische Vereinigung einstufen lassen. Der von Trump eingesetzte US-Justizminister William Barr folgte diesem Urteil. Beide legten keine Beweise für die angebliche Urheberschaft von Antifagruppen an Ausschreitungen vor. Szenekenner verwiesen darauf, dass nach geltender Rechtslage nur ausländische Gruppen als Terrorvereinigung eingestuft werden konnten. Die bisher als Gewalttäter Festgenommenen gehörten jedoch nach Polizeiberichten weder zu Antifagruppen noch waren sie auswärtige Anstifter oder überhaupt organisiert, sondern zu mehr als 85 Prozent Bewohner des jeweiligen Ortes. Zugleich wurden in mehreren Städten Polizisten als Gewaltanstifter bei den Protesten bekannt. Die von Trumps Regierung bewusst geschürte „Hysterie“ einer nationalen „Antifa“-Gefahr veranlasste einige rechtsradikale Vigilanten und Milizen, auf der Suche nach Linken, die sie erschießen könnten, bewaffnet in Kleinstädten zu erscheinen. Das Weiße Haus benutzte einige Ausschreitungen im Anschluss an Proteste von Black Lives Matter, um gegen den erklärten Willen der Gouverneure und Bürgermeister paramilitärische Truppen in einige Städte zu entsenden. Diese entführten einige Demonstranten in Wagen ohne Kennzeichen. Dieses aus Diktaturen bekannte faschistische Ritual habe die Spannungen noch mehr erhöht. Drei Wochen später erschoss der selbsternannte Antifaaktivist Michael Reinoehl den rechtsextremen Milizionär Aaron Danielson auf der Straße. Beide waren auf Konfrontation aus. Fünf Tage danach tötete die Polizei Reinoehl bei dessen Festnahme, obwohl er nach Zeugenaussagen keinen Widerstand leistete; andere gaben an, er habe nach einer Waffe gegriffen. Das FBI untersuchte die Zusammenhänge und fand keine Hinweise auf Antifa-Beteiligung an der Gewalt um den 31. Mai. Entgegen hunderten Morden aus organisierten Gruppen weißer Rassisten war bis dahin in den USA keine einzige Tötung bekannt, der mit der Antifa in Verbindung steht. Im November 2022 wurde bekannt, dass die Konstruktion einer tatsächlich nicht existenten terroristischen Bedrohung durch Antifa, anarchistische Gruppen und Black Lives Matter auf die Homeland Security zurückgeht. Das Ministerium unter Chad Wolf wollte damit Donald Trump im Wahlkampf um die Präsidentschaft unterstützen.
Im Jahr 2021 wurde eine Seite des Ku-Klux-Klans von einer israelischen Antifagruppe gehackt und Daten über Mitglieder der Gruppe Patriotic Brigade Knights veröffentlicht.

## Musikalische Rezeption
- böhse onkelz: Ohne mich (1998)
- Los Fastidios: Antifa Hooligans (2004),[110] gleichnamiges Cover von The Oppressed (2011)[111][112]
- WIZO: Antifa (2016)[113]
- Ministry: Antifa (2017)[114]
- Swiss: Antifa (2021)[115]
- Team Scheisse: Fa (2023)
- ZSK: Antifascista (2013)[116]
- Irie Révoltés: Antifaschist (2010)[117]

## Weiterführende Informationen

### Film
- Antifa. Schulter an Schulter, wo der Staat versagte. Regie: Marco Heinig, Steffen Maurer. Leftvision 2024, 93 Minuten.[118]